# Rameswaram

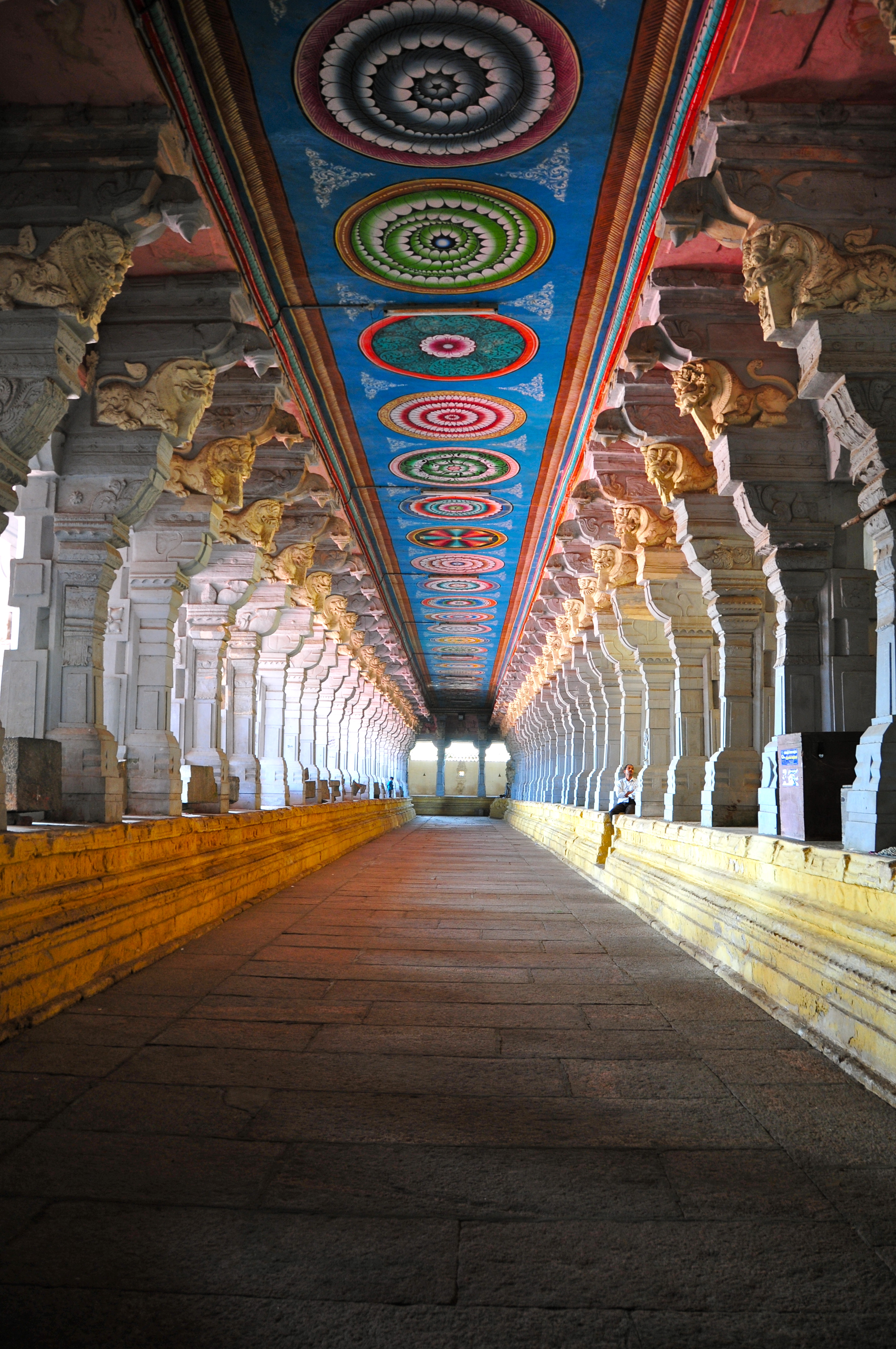
Korytarz we wnętrzu świątyni Rameswaram

Rameswaram (tamil.: இராமேஸ்வரம்) – miasto (38 tys.) w indyjskim stanie Tamilnadu, na wyspie Pamban. Ważne centrum pielgrzymek hinduistycznych, uważane za jedno z najświętszych miejsc hinduizmu, południowo-indyjski odpowiednik Waranasi. Wraz z Badrinath, Dwarką i Świątynia Dźagannatha w Puri stanowi jedno z tzw. Ćar dham – czterech świętych miejsc. W miejscowej świątyni mieści się dźjotirlinga, jedna z 12 w Indiach.